# إيمي بيث هايز
إيمي بيث هايز (بالإنجليزية: Amy Beth Hayes)‏ هي ممثلة بريطانية، ولدت في 8 أكتوبر 1982 في المملكة المتحدة.

## وصلات خارجية
- إيمي بيث هايز على موقع IMDb (الإنجليزية)
- إيمي بيث هايز على موقع قاعدة بيانات الفيلم (الإنجليزية)